# Edgar Pêra
Edgar Henrique Clemente Pêra (Lisboa, 19 de novembre de 1960) és un cineasta portuguès, conegut també per la seua vessant com artista, dibuixant de còmics, i escriptor d'assaig de ficció i cinema.
Edgar Pêra va estudiar Psicologia, però va passar al cinema al Conservatori Nacional de Portugal, actualment Escola Superior de Teatre i Cinema de Lisboa. En la seua trajectòria, ha utilitzat diversos pseudònims, com Mr. Ego (guions), Man-Kamera (imatge) i Artur Cyanetto (so). Edgar Pêra ha autofinançat i produït moltes de les seues pel·lícules, o dirigit "pel·lícules d'autor" per a institucions culturals.
Pêra va començar la seua trajectòria al cinema com a guionista el 1985, i des que va comprar una càmera, inspirat per Dziga Vertov, i no ha deixat mai de rodar diàriament.
Pêra té una inclinació per l'humor estrany, i els seus films tenen un enfocament avantguardista.
Per a alguns crítics, és considerat com el cineasta més persistentment individualista de Portugal. Edgar Pêra ha fet més de cent pel·lícules per a cinema, televisió, dansa teatral, cine-concerts, galeries, internet i altres mitjans.
La primera fase del treball d'Edgar Pêra va començar l'any 1984, rodant grups de rock portuguesos amb un estil neuro-punk. La primera pel·lícula de Pêra es va rodar l'any 1988 a les Ruïnes de Chiado, un barri del centre de Lisboa que va patir un gran incendi aquell any. El 1990 Reproduta Interdita es va presentar al Festival de Cinema de Terror portuguès, Fantasporto.
L'any 1991 dirigeix A Cidade de Cassiano /The City of Cassiano, una pel·lícula sobre l'arquitecte modernista portuguès Cassiano Branco. Després d'aquesta pel·lícula, Pêra va cap a una altra direcció, fent pel·lícules més radicals.
Després d'O Trabalho Liberta? /Arbeitch Macht Frei? i SWK4 - The Parallel Universes of Almada Negreiros, Pêra dirigeix el seu primer llargmetratge de ficció el 1994, Manual de Evasão LX 94/Manual of Evasion (per a Lisboa 1994 Capital de la Cultura), articulant un llegat estètic del cinema mut constructivista soviètic, amb el que el El cineasta va anomenar "una manera neuro-punk de crear i capturar la realitat instantània". Molts anys després del seu llançament, The Worldwide Celluloid Massacre va escriure que Manual of Evasion es tractava d'una "pel·lícula experimental portuguesa que provoca reflexions amb un gran potencial per a l'estatus de culte". Pêra va convidar a tres grans escriptors nord-americans de la contracultura: Terence McKenna, Robert Anton Wilson i Rudy Rucker i els va preguntar sobre la naturalesa del temps. Manual of Evasion LX94 va ser rebuda a Portugal amb crítiques molt fortes, tant a favor com en contra de la pel·lícula.
L'any 1996 Edgar Pêra va fundar, amb l'escriptor elementarista Manuel Rodrigues, Akademia Luzoh-Galaktica, un espai de treball i aprenentatge transmèdia. Durant aquell temps, Pêra va produir i dirigir diverses pel·lícules fetes amb estudiants i va estar quatre anys per editar el llargmetratge, A Janela (Maryalva Mix)/The Window (Don Juan Mix), estrenat al Festival de Locarno l'any 2001.
A partir de llavors hi ha un canvi en l'obra de Pêra, inclinant cap a un cinema més emotiu, però mantenint l'èmfasi en l'estètica no realista i l'humor excèntric. El 2006 Edgar Pêra té una retrospectiva a l'Indie Lisboa guanyant premis en totes les categories del festival per a una pel·lícula més consensuada: Movimentos Perpétuos/Perpetual Movements, un cine-homenatge al llegendari compositor i guitarrista portuguès Carlos Paredes. A París guanya el premi Pasolini per la seua trajectòria, juntament amb Alejandro Jodorowsky i Fernando Arrabal. El crític i programador Olaf Möller va escriure que "Pêra és massa diferent de tot allò que considerem "correcte", "vàlid" dins de la cultura del cinema, "realista" d'una manera cinematogràfica i sociopolítica. Més precisament: Edgar Pêra és diferent de tot el que sabem sobre Portugal".
O Barão/The Baron, una adaptació de la novel·la homònima de Branquinho da Fonseca, es va estrenar el 2011 al Festival Internacional de Cinema de Rotterdam. El crític de Sight and Sound, Jonathan Romney, va escriure que "La seua atmosfera i estil es troben sobretot en una barreja que es fa ressò variat de Welles, James Whale, Cocteau, Hammer i (inevitablement) Edward D. Wood Jr.".
Durant els últims cinc anys, Pêra ha anat reunint els seus arxius personals i realitzat documentals sobre Madredeus i altres artistes.
L'any 2011 va començar a treballar intensament en el format 3D. La seva pel·lícula més controvertida fins ara, Cinesapiens és un segment de 3X3D, un llargmetratge d'antologia en 3D amb altres 2 pel·lícules de Jean-Luc Godard i Peter Greenaway, estrenada a la nit de cloenda de La Semaine de la Critique del festival de Cannes.
El 2014 Pêra va dirigir dos pel·lícules en 3D, Stillness i Lisbon Revisited. Stillness , estrenada al Festival de Cinema d'Oberhausen, també va ser una pel·lícula polèmica: es va considerar "sorprenentment ofensiva", mentre que Lisboan Revisited, el títol del qual fa referència a un poema del poeta portuguès Fernando Pessoa, es va estrenar al Festival de Locarno. Pêra dirigeix, també el 2014, el llargmetratge de comèdia pop Virados do Avesso/Turned Inside Out, el seu primer èxit comercial a Portugal (120.000 espectadors). O Espectador Espantado/The Amazed Spectator, una "kino-investigació sobre l'espectador" es va estrenar al Festival de Cinema de Rotterdam, 2016 i també va ser el títol de la seua tesi doctoral. El 2016 també hi ha una gran retrospectiva de la seua obra al Museu Serralves de Porto. Delirium in Las Vedras, sobre el Carnaval portuguès a Torres Vedras estrenat a Rotterdam i São Paulo 2017. L'any 2018 s'estrena a IndieLisboa O Homem-Pykante Diálogos Kom Pimenta, sobre el poeta Alberto Pimenta. Caminhos Magnéticos/Magnethick Pathways, protagonitzada per Dominique Pinon, es va estrenar al Festival de Cinema de São Paulo 2018.